# Ceraclea protonepha
Ceraclea protonepha là một loài Trichoptera trong họ Leptoceridae. Chúng phân bố ở miền Tân bắc.